# Наркокурьер
Наркокурье́р (также англ. mule — мул) — человек, контрабандно перевозящий наркотики через государственную границу за плату, по принуждению или вследствие обмана. Контрабандисты используют наркокурьеров чтобы снизить собственные риски. Среди используемых методов контрабанды: скрытие в транспортном средстве, багаже или одежде, привязывание пакетов к телу или помещение их внутрь человеческого тела. Изредка наркотики прячут в вещах или машине людей, не подозревающих об этом (blind mule), хотя существует мнение, что это лишь вариант юридической защиты обвиняемых.
Распространённым способом скрытного транзита наркотиков через границы является его провоз в телах наркокурьеров, в том числе в желудке и кишечнике, особенно при использовании авиалиний и перевозке наиболее дорогих на единицу массы веществ (героин, кокаин). Формируются небольшие пакеты (несколько граммов), упакованные в герметичную тару, например презервативы, которые затем проглатываются. Курьер может везти до десятков таких пакетов. Если пакет разрывается или теряет герметичность, курьер, как правило, погибает от передозировки наркотика. Через 2—3 суток пакеты выходят естественным путём вместе с калом. В случае необходимости быстрого извлечения пакетов курьеру дается сильное слабительное.
Денежные вознаграждения курьерам обычно не превышают нескольких десятых процента от стоимости партии (по статистике перевозок из Мексики в США). В среднем, курьер получает плату за риск в размере около 250 долларов за каждый год возможного заключения.

## Наркокурьеры в современной России
Во многих странах мира, включая Россию с развитием интернета и смартфонов появились внутренние розничные наркокурьеры закладчики. Криминальный труд закладчика заключается в доставке препаратов в условленное место откуда их должен забрать покупатель, пользуясь указанной геолокацией, где должна лежать закладка. Обмен информацией происходит через мессенджеры, чаще всего ТГ.  За год в одной только России арестовывают десятки тысяч подобных курьеров.